# Želmanovce
Želmanovce (do roku 1927 slovensky též Zelmanovce; maďarsky Zsálmány) jsou obec na severovýchodním Slovensku, a to v okrese Svidník. Nachází se v jihozápadní části Ondavské vrchoviny v Nízkých Beskydech. Žije zde 327 obyvatel.

## Historie
Želmanovce jsou poprvé písemně zmíněny v roce 1371 (podle jiných pramenů již v roce 1354) jako Salamonfalwa a patřily v té době k panství Chmeľovec. Mezi další historické názvy obce patří Zalman (1402), Salmanfalua (1427) a Zelmanowcze (1773). V roce 1787 měla obec 12 domů a 135 obyvatel, v roce 1828 zde bylo 35 domů a 289 obyvatel, kteří byli zaměstnáni jako rolníci. Od roku 1850 do roku 1880 se obyvatelé ve zvýšené míře vystěhovali. Do roku 1918 obec patřila do župy Šariš v Uherském království. V době, kdy obec byla součástí první Československé republiky, byli obyvatelé zaměstnáni především na zdejším velkostatku, který byl po roce 1945 rozparcelován. Po druhé světové válce část obyvatel dojížděla za prací do průmyslových podniků v okolí.
V letech 1971 až 1993 byly Želmanovce sloučeny se sousední obcí Dukovce do obce Želmanovce-Dukovce.

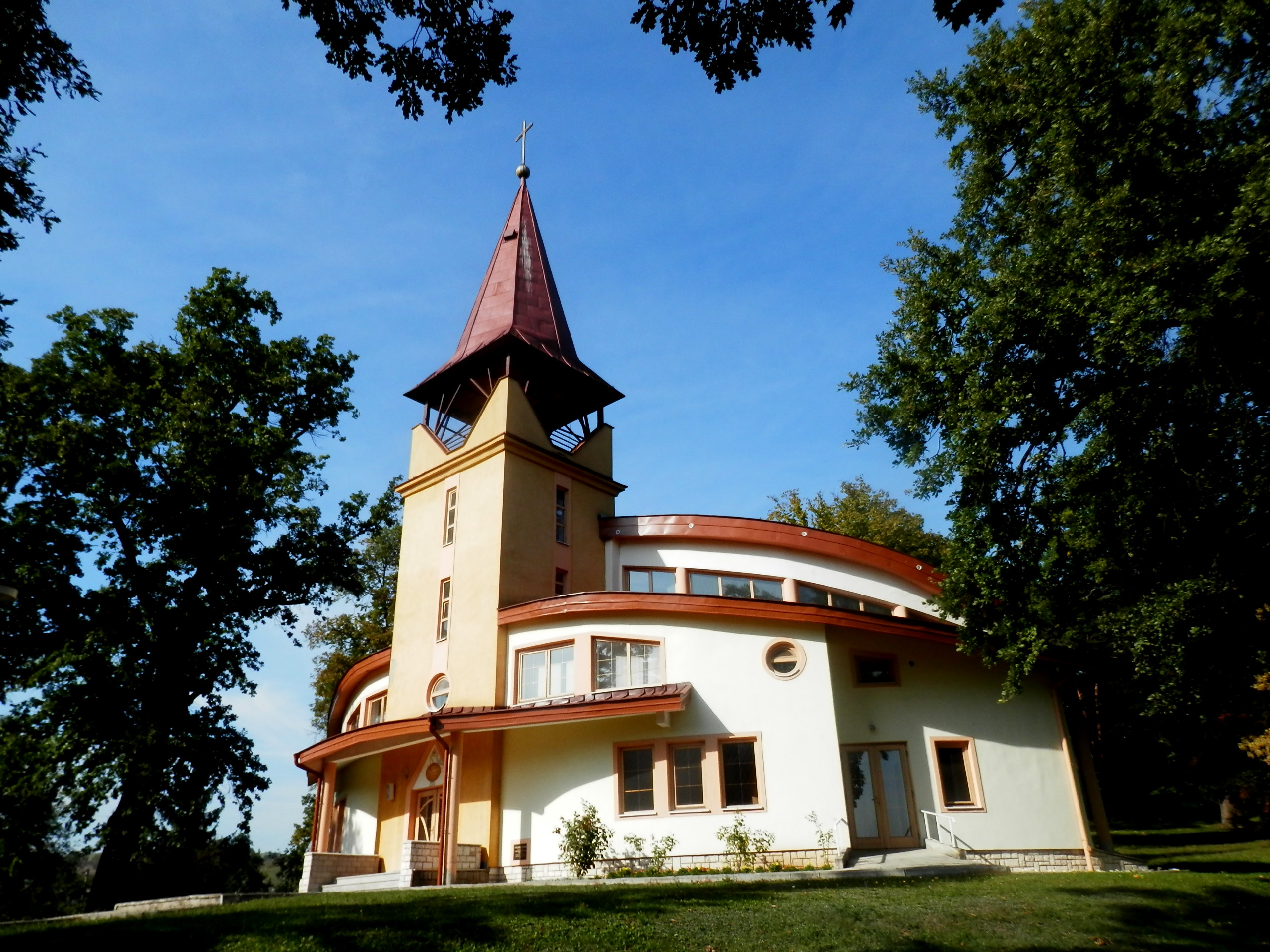
Kostel zasvěcený Narození sv. Jana Křtitele

## Pamětihodnosti a církevní stavby
- Klasicistní kaštel rodiny Banó s přilehlým areálem a parkem[3][4]

- Moderní kostel zasvěcený Narození sv. Jana Křtitele[5]